# Nowa gra plus
Nowa gra plus, NG+ (ang. New Game Plus, New Game+) – tryb rozgrywki w grach komputerowych odblokowywany po pierwszym ukończeniu głównego wątku fabularnego. Termin po raz pierwszy pojawił się w grze Chrono Trigger z 1995.
Nowa gra plus pozwala na ponowne przejście gry na wyższym poziomie trudności tą samą postacią, jak np. w grach Demon’s Souls i Dark Souls.